# Роузленд (Канзас)
Роузленд (англ. Roseland) — місто (англ. city) в США, в окрузі Черокі штату Канзас. Населення — 76 осіб (2020).

## Географія
Роузленд розташований за координатами 37°16′49″ пн. ш. 94°50′39″ зх. д. / 37.28028° пн. ш. 94.84417° зх. д. (37.280328, -94.844092).  За даними Бюро перепису населення США в 2010 році місто мало площу 2,07 км², уся площа — суходіл. В 2017 році площа становила 1,89 км², уся площа — суходіл.

## Демографія
Згідно з переписом 2010 року, у місті мешкало 77 осіб у 37 домогосподарствах у складі 21 родини. Густота населення становила 37 осіб/км².  Було 48 помешкань (23/км²).
Расовий склад населення:
| - 97,4 % — білих - 2,6 % — корінних американців |

До двох чи більше рас належало 0,0 %. Частка іспаномовних становила 0,0 % від усіх жителів.
За віковим діапазоном населення розподілялося таким чином: 19,5 % — особи молодші 18 років, 63,6 % — особи у віці 18—64 років, 16,9 % — особи у віці 65 років та старші. Медіана віку мешканця становила 41,8 року. На 100 осіб жіночої статі у місті припадало 75,0 чоловіків;  на 100 жінок у віці від 18 років та старших — 77,1 чоловіків також старших 18 років.
Середній дохід на одне домашнє господарство  становив 32 061 долар США (медіана — 28 750), а середній дохід на одну сім'ю — 33 678 доларів (медіана — 32 500). За межею бідності перебувало 30,2 % осіб, у тому числі 45,5 % дітей у віці до 18 років та 0,0 % осіб у віці 65 років та старших.
Цивільне працевлаштоване населення становило 29 осіб. Основні галузі зайнятості: освіта, охорона здоров'я та соціальна допомога — 31,0 %, будівництво — 20,7 %, виробництво — 10,3 %, оптова торгівля — 6,9 %.